# Policenauts
 (septembre 2018).
Si vous disposez d'ouvrages ou d'articles de référence ou si vous connaissez des sites web de qualité traitant du thème abordé ici, merci de compléter l'article en donnant les références utiles à sa vérifiabilité et en les liant à la section « Notes et références ».
Policenauts (ポリスノーツ) est un jeu vidéo d'aventure conçu par Hideo Kojima, développé et édité par Konami, sorti en 1994 sur NEC PC-98. Le jeu est adapté sur 3DO en 1995 et sur PlayStation et Saturn en 1996.

## Scénario
2010 : fin de la construction de « BEYOND COAST », première colonie spatiale de l’histoire humaine. Trois ans plus tard, les citoyens de la Terre ont commencé leur émigration vers la colonie, et cinq policiers ayant subi un entraînement spécial ont été choisis pour faire respecter la loi parmi les Beyondiens :
- Gates Becker de Scotland Yard en Grande Bretagne ;
- Joseph Sadaoki Tokugawa du bureau de la police métropolitaine de Tokyo, au Japon ;
- Salvatore Toscanini de la police de la ville de New York ;
- Jonathan Ingram et Ed Brown du LAPD (Département de police de Los Angeles).

Ils sont appelés POLICENAUTS – des astronautes policiers, ayant le pouvoir de faire respecter la loi.
En 2013, peu après avoir rejoint les Policenauts, un accident inattendu frappa l'EMPS (combinaisons exosquelettes de la police conçues pour les tâches à l’extérieur de la colonie Beyond Coast) de Jonathan Ingram pendant sa sortie d’essai dans l’espace. Il est alors déclaré comme perdu. Vingt cinq ans plus tard, il est miraculeusement sauvé, et revient sur Terre.
En 2040, dans une partie crasseuse du « VIEUX L.A. » (vieux Los Angeles), Jonathan Ingram passe ses journées en solitaire dans la peau d’un détective privé, traitant majoritairement des enlèvements en négociant avec leurs auteurs la libération des personnes enlevées.
Lorraine, son ex-femme divorcée qui est maintenant âgée de 55 ans, lui rend visite. Elle lui raconte que son second mari, Kenzo Hojo, ingénieur top niveau qui travaille pour la compagnie Pharmaceutique Tokugawa à Beyond Coast, a disparu. Elle-même est assassinée avant que Jonathan ait le temps de décider de prendre l'enquête en main.
Il découvre du « sang blanc », lequel fait penser à une sorte de sang synthétique, laissé sur le lieu du crime. Jonathan part donc une fois de plus pour Beyond Coast, pour chercher la vérité cachée derrière ce crime.

## Équipe de développement
Quelques postes :
- Directeur de développement, scenario : Hideo Kojima
- Character design : Tomiharu Kinoshita
- Mechanical design : Hajime Katoki, Yoji Shinkawa
- Musiques : Tappi Iwase (Tappy), Motoaki Furukawa
- Producteur sonore, effets sonores : Kazuki Muraoka
- Programmation : Noriaki Okamura
- Producteur : Akihiko Nagata

## Commercialisation
La version PlayStation a été réédité en téléchargement sur PlayStation 3 et PlayStation Portable le 14 mai 2008 au Japon.
Un patch non officiel pour passer le jeu version PSX en version anglaise est sorti sur le site Policenauts.net le lundi 24 août 2009. Un autre patch pour la version Saturn est sorti le jeudi 6 octobre 2016 sur le même site.

## Postérité
En 2018, la rédaction du site Den of Geek mentionne le jeu en 6e position d'un top 60 des jeux PlayStation sous-estimés : « Jamais paru hors du Japon, Policenauts est très similaire à l'excellent Snatcher, le précédent titre de Kojima, et comme ce dernier, c'est un des premiers jeux à contenir un doublage intégral de grande qualité, et des séquences cinématiques. »